# Amora Mautner
Amora Mautner (Rio de Janeiro, 24 maggio 1975) è una regista televisiva e attrice brasiliana.
Regista di telenovelas acclamata anche internazionalmente, ha collaborato spesso con Ricardo Waddington. 

## Biografia
Amora è l'unica figlia dello scrittore, cantante e attore Jorge Mautner. Dopo qualche prova come attrice si è dedicata alla regia televisiva. Ha lavorato esclusivamente per TV Globo.
Ha debuttato come aiuto regista nella prima stagione della soap opera Malhação nel 1995. Nel 2000 ha diretto la sua prima telenovela, O Cravo e a Rosa. Nel 2012 ha vinto per la prima volta un premio, quale regista della telenovela Cordel Encantado. Nel 2014 la telenovela Joia Rara, da lei diretta, ha ottenuto l'Emmy  . In precedenza erano state candidate allo stesso premio due telenovelas con la sua co-regia, Paraíso Tropical e Avenida Brasil.

## Vita privata
Amora Mautner è bisessuale. La sua prima ragazza è stata Preta Gil, nel periodo in cui le due erano compagne di classe al liceo. 
Dal 2005 al 2012 è stata sposata con l'attore Marcos Palmeira, col quale ha messo al mondo una figlia, Júlia, nel 2007. La coppia ha poi divorziato.
Dal 2014 al 2020 è stata sentimentalmente legata ad Arnon Afonso de Melo Neto, figlio dell'ex presidente brasiliano Fernando Collor de Mello.